# Anatoli Iwanowitsch Bogdanow
Anatoli Iwanowitsch Bogdanow (russisch Анатолий Иванович Богданов; Geburtsdatum festgelegt auf 1. Januar 1931 in Leningrad; gestorben am 30. September 2001 in Moskau) war ein sowjetischer Sportschütze, der sowohl mit dem Freien Gewehr als auch mit dem Kleinkalibergewehr Olympiasieger war.

## Leben
1935 wurde in einem Eisenbahnwagen auf der Bahnstrecke Gattschina-Leningrad ein etwa dreijähriger Knabe gefunden, neben dem ein Zettel lag mit Angaben zu seiner Person und der Bitte, man möge sich des Jungen annehmen. Der Junge wurde in einer Sammelstelle für Waisenkinder auf dem Kirow-Prospekt in Leningrad abgegeben. Man gab ihm den Namen Bogdanow und er wuchs in einem Heim in Leningrad auf. Während des Zweiten Weltkriegs versuchte Bogdanow sich am Krieg zu beteiligen. Da der Junge zu geschwächt war, schickte man ihn wieder nach Hause. Nach Kriegsende besuchte er eine Berufsschule für Energetiker, wo er mit dem Schießsport begann. Im Keller der Schule konnte er stundenlang trainieren.
Bei den Olympischen Spielen 1952 in Helsinki gewann der international völlig unbekannte Anatoli Bogdanow den Wettbewerb mit dem Freien Gewehr im Dreistellungskampf auf 300 Meter mit drei Ringen Vorsprung vor dem Schweizer Robert Bürchler. 
Bei den Weltmeisterschaften 1954 gewann Bogdanow mit dem Freien Gewehr die Titel im Dreistellungskampf sowie in der Liegend- und in der Kniend-Position. Lediglich im Stehend-Schießen siegte Wassili Borissow vor Bogdanow. Die sowjetische Mannschaft mit Bogdanow, Borissow sowie drei weiteren Schützen gewann die Mannschaftswertungen. Mit dem Kleinkalibergewehr auf 50 Meter gewann Bogdanow, den Dreistellungskampf sowie die Kniend- und die Stehend-Position sowie die zugehörigen Mannschafts-Goldmedaillen. In der Liegend-Position erhielt Bogdanow keine Medaille in der Einzelwertung, die sowjetische Mannschaft erhielt die Bronzemedaille hinter den Schweden und den Norwegern.
Bei den Europameisterschaften 1955 gewann Bogdanow mit dem Kleinkalibergewehr vier Mannschaftstitel, im Einzel erhielt er die Silbermedaille in der Kniend-Position hinter dem Dänen Ole Hviid Jensen. Mit dem freien Gewehr gewann Bogdanow den Dreistellungskampf im Einzel und mit der Mannschaft. In der Liegend-Position und in der Kniend-Position erhielt er die Silbermedaille und in der Stehend-Position Bronze.
1956 bei den Olympischen Spielen in Melbourne trat Bogdanow mit dem Kleinkalibergewehr in zwei Disziplinen an. In der Liegend-Position belegte er den 29. Platz. Im Dreistellungskampf siegte er bei gleicher Ringezahl vor Otakar Hořínek aus der Tschechoslowakei. 1959 gewann Bogdanow mit dem Freien Gewehr alle vier Positionen bei den Europameisterschaften. 
Danach beendete er seine aktive Laufbahn, verließ die Armee als Oberleutnant und studierte Philosophie. Nach seinem Studium war er Lehrer an der Militärhochschule in Moskau. Dort begann er mit dem Bogenschießen und gewann einmal die Armeemeisterschaften mit diesem Sportgerät.